# Osbornellus lunus
Osbornellus lunus är en insektsart som beskrevs av Delong 1976. Osbornellus lunus ingår i släktet Osbornellus och familjen dvärgstritar. Inga underarter finns listade i Catalogue of Life.